# Burr Oak Township (Missouri)
Pour les articles homonymes, voir Burr Oak Township.
Burr Oak Township est un ancien township, situé dans le comté de Lincoln, dans le Missouri, aux États-Unis,.
Le township est fondé en 1875.

### Source de la traduction
- (en) Cet article est partiellement ou en totalité issu de l’article de Wikipédia en anglais intitulé « Burr Oak Township, Lincoln County, Missouri » (voir la liste des auteurs).